# Live (álbum de They Might Be Giants)
Live é o terceiro álbum gravado ao vivo pela banda They Might Be Giants, lançado a 29 de Novembro de 1999.

## Faixas
Todas as faixas por They Might Be Giants, exceto onde anotado.
1. "Birdhouse in Your Soul" – 3:12
2. "Istanbul (Not Constantinople)" (Jimmy Kennedy, Nat Simon) – 3:09
3. "Particle Man" – 2:10
4. "She's Actual Size" – 2:18
5. "XTC vs. Adam Ant" – 3:42
6. "Till My Head Falls Off" – 2:53
7. "S-E-X-X-Y" (Hal Cragin, They Might Be Giants) – 3:08
8. "They Got Lost" – 3:43
9. "Ana Ng" – 3:05
10. "Doctor Worm" – 2:59

## Créditos
- Zachary Alford - Bateria
- Randy Andos - Trombone, tuba
- Hal Cragin - Baixo
- Brian Doherty - Bateria
- John Flansburgh - Guitarra, vocal
- Dan Hickey - Bateria
- Dan Levine - Trombone
- John Linnell - Acordeão, teclados, saxofone, vocal
- Graham Maby - Baixo
- Tony Maimone - Baixo
- Jim O'Connor - Trombone
- Mark Pender - Trompete
- Erik Sanko - Baixo
- Eric Schermerhorn - Guitarra